# Hans Lewy (Mathematiker)

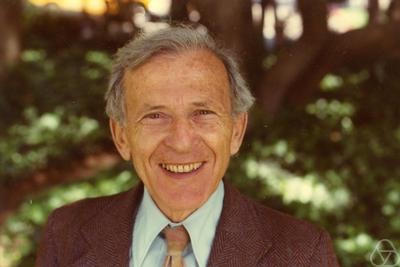
Hans Lewy (1975)

Hans Lewy (* 20. Oktober 1904 in Breslau; † 23. August 1988 in Berkeley, Kalifornien) war ein deutschstämmiger Mathematiker, der nach seiner Emigration in den USA arbeitete. Lewy beschäftigte sich zeitlebens mit Analysis von partiellen Differentialgleichungen und erhielt für sein Werk mehrere hohe Auszeichnungen.

## Leben und Werk
Lewy studierte ab 1922 in Göttingen und promovierte dort bei Richard Courant 1926 Über einen Ansatz zur numerischen Lösung von Randwertproblem. 1927 erhielt er dort eine Stelle als Privatdozent und veröffentlichte 1928 mit Courant und Friedrichs die Arbeit Über die partiellen Differenzengleichungen der mathematischen Physik, in der die nach den dreien benannte CFL-Bedingung, ein grundlegendes Stabilitätskriterium in der Numerik zeitabhängiger partieller Differentialgleichungen eingeführt wurde.
1929 war er als Rockefeller Fellow in Rom und 1930 in Paris. Nach der Machtübergabe an die NSDAP 1933 wurde Lewy entlassen. Er emigrierte über Frankreich in die Vereinigten Staaten, war zunächst an der Brown University und wurde 1935 Lecturer, 1937 Assistant Professor, 1939 Associate Professor und 1945 Professor an der University of California, Berkeley. 1972 wurde er emeritiert.
Lewy beschäftigte sich mit der Theorie der Wasserwellen und gab 1957 in einer einflussreichen Arbeit ein Beispiel einer einfachen partiellen Differentialgleichung ohne Lösung, was damals die Mathematiker überraschte. Dieses Beispiel, auch bekannt als Lewys Beispiel, zeigt, dass der Satz von Malgrange-Ehrenpreis über die Existenz einer Lösung bei konstanten Koeffizienten nicht auf Polynome als Koeffizienten ausgedehnt werden kann.
Für sein Werk wurde er 1979 mit dem Leroy P. Steele Prize der American Mathematical Society und 1985 mit dem Wolf-Preis ausgezeichnet. 1950 war er Invited Speaker auf dem Internationalen Mathematikerkongress (ICM) in Cambridge (Massachusetts) (Developments at the confluence of analytic boundary conditions). Außerdem wurde er in die National Academy of Sciences (1964), in die Göttinger Akademie der Wissenschaften (1979), in die Accademia dei Lincei und in die American Academy of Arts and Sciences (1985) gewählt.
Zu seinen Doktoranden gehört David Kinderlehrer.